# スプリングフィールド小学校
スプリングフィールド小学校（Springfield Elemantary School）は、ザ・シンプソンズ本編中においてバート・シンプソンとリサ・シンプソン、その他スプリングフィールドに住む子供たちが通う小学校である。

## 概要
この学校は財政難にひどく悩まされており、生徒や教職員達は法的管理能力の無さとそれについての無関心さに悩まされていて、州立小学校及びアメリカ合衆国の教育の風刺ともいえる。
その一例としてブランディーンとクレタスの子供たちといった一部の児童は週もしくは連邦の標準的な試験レジュメを受けられない状態にある。一時的にスクールワイドの平均を取り繕い、最低限の支援の要請を政府が聞き入れてくれず、その他のシステムの予算はテストの結果によって決まってしまう。
「不良少女リサ」という回と「塀の中の懲りないアーティスト」という回に出たこの学校のマスコットはピューマである。
「優等生リサの初体験」という回においてこの学校は"ミズーリ州で最も老朽化した学校"に認定されたが、返上された。
何度もアスベストまみれになったり、テザーボールがシリンダーブロックの代わりに使われたり、カフェテリアの食事にサーカスの動物の肉や細かく刻まれた新聞紙、古い体育用マットなどが使われたり（その一方で先生たちはジャガイモから作られたフライドポテトを口にしていた）したこともあった。また、ある回では予算の関係上、囚人たちと教室を分け合った。
いくつかの回においては監視エリアに続く歪んだ階段の付いた塔が見受けられたが、現在は取り壊されている。また、「ファンゾーが街にやってくる」では地元のマフィアと建設業者によって、機能しない上にすぐに壊れる障害者用スロープをつけられたこともあり、ショッピングモールを作るために講堂が取り壊されたこともあった。
スキナー校長が「バートのトラブルトラベル?」において香港行きのチケットを貰った際、封筒に書いてあった学校の所在地は19 Plympton Street。